# Eerie, Indiana
Eerie, Indiana es una serie de televisión estadounidense emitida en la cadena NBC desde 1991 hasta 1992 y luego transmitida en Latinoamérica por Fox Kids desde 1997 hasta 1998. La serie fue creada por José Rivera y Karl Schaefer, con Joe Dante participando como consultor creativo.

## Premisa
La serie gira en torno a Marshall Teller, un joven cuya familia se muda al pequeño pueblo de Eerie, Indiana, población de 16.661 habitantes. En su nuevo hogar conoce a Simon Holmes, una de las pocas personas normales en el misterioso pueblo. Juntos, ellos se enfrentan a extrañas situaciones, que incluyen desde el descubrimiento de un grupo de perros inteligentes que están planeando conquistar al mundo, a una madre soltera que envasa a sus hijos para que no crezcan. También se enfrentan con leyendas urbanas como Pie Grande y la que sostiene que Elvis Presley está vivo.
En 1998 fue producido un Remake de la serie titulado "Eerie, Indiana: La Otra Dimensión". La serie fue filmada en Canadá y se centraba en otro niño. El programa seguía teniendo el mismo concepto del anterior y también duro solo una temporada.

## Personajes
- Marshall Teller: Interpretado por  Omri Katz, es el protagonista de la serie. Con la ayuda de su amigo Simon Holmes intentan desentrañar los muchos misterios que afectan a Eerie, Indiana. Marshall en ocasiones es arrogante, pero también es inteligente, ingenioso y rápido de pensamiento, cualidades que lo ayudan mucho a la hora de investigar.

- Simon Holmes: Interpretado por Justin Shenkarow, es el mejor amigo de Marshall. Debido a que sus padres discuten constantemente él decide pasar la mayor parte de su tiempo libre con Marshall. Antes de la llegada de Marshall, Simon era un niño solitario debido a que la mayoría de sus compañeros en Eerie lo rechazaban. Al igual que Marshall, Simon cree que algo extraño sucede en Eerie. En el episodio "America's Scariest Home Video", se revela que Simon tiene un hermano menor, Harley Schwarzenegger Holmes, que nunca se mencionó antes y nunca vuelve a aparecer.

- Edgar Teller: Interpretado por Francis Guinan, es el padre de Marshall. Él trabaja en "Things Incorporated", una compañía de prueba de productos. Según Marshall, fue idea de su padre mudarse de New Jersey a Eerie. Durante el transcurso de la serie, se revela que Edgar estudió en el Instituto Smithsoniano antes de entrar en la Universidad de Syracuse para hacer su trabajo de arqueología. Más tarde recibió una beca de la NASA para asistir a MIT, donde trabajó en su tesis, "La materia: ¿Qué es exactamente?". Como Edgar es un científico, muchos fanes creen que su nombre era un guiño sutil hacia Edward Teller, físico nuclear estadounidense que ayudó a desarrollar la bomba de hidrógeno.

- Marilyn Teller: Interpretada por Margaret Humes, es la madre de Marshall. Marilyn tiene un negocio de planificación de fiestas en el centro comercial de Eerie. Irónicamente, como se muestra en "Foreverware", Marilyn no es una persona organizada. En el episodio "Who's Who", ella es brevemente adoptada por Sarah Bob, quién está tratando de crear una familia perfecta.

- Syndi Marie Priscilla Teller: Interpretada por Julie Condra, es la hermana mayor de Marshall. Se presenta a Syndi cuando está estudiando para un examen de conducción. Marshall frecuentemente ridiculiza a su hermana por la ortografía difícil de su nombre. Syndi pretende ser periodista y para ganar experiencia, pasa tiempo con la policía y el cuerpo de bomberos de Eerie.

- Dash X: Interpretado por Jason Marsden, es un personaje rodeado de misterio. Presentado por primera vez en el episodio "The Hole in the Head Gang", Dash dice que se despertó en "Weirdsville" sin ningún conocimiento de cómo llegó hasta allí. Dash no tiene memoria de sus padres, de su ciudad natal, de su pasado o su verdadero nombre. Se ve obligado a vivir en la calle y comer de los basureros. Dash es comúnmente conocido como "El chico con el pelo gris". En algunas ocasiones, Dash ayudaría a Marshall y Simon resolver algunos de los misterios de Eerie, sobre todo, ayudándoles a infiltrarse en la Orden Leal de culto del maíz.

## Otros Personajes
- Mr. Radford (Después revelado como Fred Suggs) - (Archie Hahn)
- Mr. Radford (el real) - (John Astin)
- Winifred Swanson y Madre - (Belinda Balaski)
- Devon (Cory Danziger)
- Sara Bob (Shanelle Workman)
- Melanie (Danielle Harris)
- Sargento Knight - (Harry Goaz)
- Mayor Winston Chisel - (Gregory Itzin)
- El Donald (Rene Auberjonois)
- El Presentador - (Doug Llewelyn)
- Elvis Presley - (Steven Peri)
- Lechero Misterioso (Eric Christmas)
- Camarera Misteriosa (Ray Walston)
- Mr. Chaney (Stephen Root)
- Grungy Bill (Claude Akins)
- Nigel Zirchron (John Standing)
- Howard Raymer (Matt Frewer)
- Bertram Wilson - (Nathan Schultz)
- Ernest Wilson - (Nicholas Schultz)
- El Dentista - (Vincent Schiavelli)
- Harley Schwarzenegger Holmes - (Christian and Joseph Cousins)
- Trip McConnell - (Tobey Maguire)
- Lodgepoole - (Henry Gibson)

## Episodios
| #  | Título                               | Dirección      | Guion                             | Fecha de emisión         | Código de producción | Descripción |
| -- | ------------------------------------ | -------------- | --------------------------------- | ------------------------ | -------------------- | --- |
| 1  | "Foreverware"                        | Joe Dante      | José Rivera y Karl Schaefer       | 15 de septiembre de 1991 | 1001                 | La madre de Marshall, Marilyn, consigue un trabajo vendiendo envases de plástico estilo Tupperware llamados Forever Ware, que puede mantener todo fresco, incluyendo la vida humana. |
| 2  | "The Retainer"                       | Joe Dante      | José Rivera y Karl Schaefer       | 22 de septiembre de 1991 | 1002                 | Marshall teme visitar al ortodoncista de Eerie (Vincent Schiavelli), cuyos aparatos dentales tienen el poder de hacer escuchar a los perros. |
| 3  | "The ATM with the Heart of Gold"     | Sam Pillsbury  | Matt Dearborn                     | 29 de septiembre de 1991 | 1003                 | El amigo de Marshall, Simon, se hace amigo de un cajero automático que le da a Simon el dinero de la gente del pueblo. |
| 4  | "The Losers"                         | Joe Dante      | Gary Markowitz y Michael R. Perry | 6 de octubre de 1991     | 1004                 | Marshall y Simon investigan una serie de desapariciones cuando el padre de Marshall pierde su maletín. |
| 5  | "America's Scariest Home Video"      | Sam Pillsbury  | Karl Schaefer                     | 20 de octubre de 1991    | 1006                 | Atrapados por tener que cuidar al hermano menor de Simon en Halloween, Marshall y Simon pasan el tiempo con su cámara de vídeo. Desafortunadamente acaban atrapando al pequeño en una película de monstruos, mientras que una Momia se vuelve loca en su casa. |
| 6  | "Just Say No Fun"                    | Bryan Spicer   | Michael R. Perry                  | 27 de octubre de 1991    | 1008                 | Simon hace su examen de la vista en la oficina de la nueva enfermera de la escuela y sale como un Zombi amante de la tarea. |
| 7  | "Heart on a Chain"                   | Joe Dante      | José Rivera                       | 3 de noviembre de 1991   | 1007                 | Marshall y un compañero de clase, Devon (Cory Danziger) se enamoran de la chica nueva, Melanie (Danielle Harris), pero cuando Devon muere, su corazón se trasplanta en Melanie, que de pronto, extrañamente comienza a actuar como él. |
| 8  | "The Dead Letter"                    | Tim Hunter     | James L. Crite                    | 10 de noviembre de 1991  | 1009                 | Marshall se encuentra una antigua carta en el sótano de la biblioteca y es perseguido por Tipp McConnell (Tobey Maguire) que no se irá hasta que Marshall le entregue la carta. |
| 9  | "Who's Who"                          | Tim Hunter     | Julia Poll                        | 17 de noviembre de 1991  | 1011                 | Una joven muchacha con problemas familiares llamada Sara Bob (Shanelle Workman) de repente puede cambiar la realidad cuando comienza a firmar sus cuadros con un lápiz marca Eerie. |
| 10 | "The Lost Hour"                      | Bob Balaban    | Vance DeGeneres                   | 1 de diciembre de 1991   | 1010                 | A Marshall no le gusta la práctica de Indiana de ignorar el horario de verano, y pone su reloj una hora atrasado de todos modos. Cuando se despierta al día siguiente, se encuentra con una adolescente asustada (Nikki Cox) y un grupo de basureros que los quieren muertos. Ambos buscan refugio en un misterioso lechero (Eric Christmas). |
| 11 | "Marshall's Theory of Believability" | Bob Balaban    | Matt Dearborn                     | 2 de febrero de 1992     | 1012                 | Nigel Zirchron (John Standing) un reconocido profesor con especialidad en lo sobrenatural llega a Eerie a observar un objeto extraterrestre que él cree que podría aterrizar aquí. Marshall inmediatamente ve la oportunidad de sacar a la luz la rareza de Eerie, pero ¿es el profesor realmente todo lo que dice ser? |
| 12 | "Tornado Days"                       | Ken Kwapis     | Michael Cassutt                   | 1 de marzo de 1992.      | 1013                 | A medida que el tornado "Old Bob" se acerca a Eerie, los ciudadanos se preparan para su pícnic anual para apaciguar al tornado. Sin embargo, Marshall y Simon insisten en quedarse en casa, y mientras tanto el caza-tornados meteorólogo, Howard Raymer (Matt Frewer) vuelve a desafiar al tornado, una vez más. |
| 13 | "The Hole in the Head Gang"          | Joe Dante      | Karl Schaefer                     | 5 de marzo de 1992       | 1014                 | Marshall y Simon investigan un antiguo molino que se rumorea que está embrujado. Ellos prueban que es un engaño, creado por un joven misterioso que no quiere a nadie husmeando ... o así lo parece hasta que accidentalmente descubre una pistola oxidada, con el fantasma de Bill el sucio (Claude Akins), el peor ladrón de bancos de Eerie. Nota: Jason Marsden se une al reparto como X Dash en el episodio. Este es también el primer episodio en el que los títulos se muestran en la pantalla.                 |
| 14 | "Mr. Chaney"                         | Mark Goldblatt | José Rivera                       | 8 de marzo de 1992       | 1015                 | Marshall es elegido para ser el "Rey de la Cosecha" de Eerie y debe ir al bosque a enfrentarse al lobo de Eerie. El problema es que ninguno de los reyes de la cosecha anteriores, han vuelto. Stephen Root es invitado como el Sr. Chaney. |
| 15 | "No Brain, No Pain"                  | Greg Beeman    | Matt Dearborn                     | 15 de marzo de 1992      | 1016                 | Marshall y Simon ayudan a un hombre sin hogar (Paul Sand) después de ver que es atacado por una mujer (Anita Morris) con una pistola de rayos. Es difícil, sin embargo, porque todo lo que hace no tiene sentido, habla entre dientes, y vuelve a armar los aparatos eléctricos en artilugios extraños. |
| 16 | "The Loyal Order of Corn"            | Bryan Spicer   | Michael Cassutt                   | 22 de marzo de 1992      | 1017                 | El padre de Marshall, Edgar se une a un extraño club llamado "La Orden Leal de maíz". Mientras tanto, Dash X consigue un trabajo en el club y busca respuestas sobre su pasado en la misteriosa camarera (Ray Walston). Ausentes: Julie Condra como Syndi cajeros |
| 17 | "Zombies in P.J.s"                   | Bob Balaban    | Julia Poll                        | 12 de abril de 1992      | 1018                 | Enfrentan a la quiebra debido a una posible auditoría, Radford da la bienvenida a un nuevo socio, El Donald (Rene Auberjonois), que lava el cerebro a la ciudad con las compras a crédito. |
| 18 | "Reality Takes a Holiday"            | Ken Kwapis     | Vance DeGeneres                   | 12 de abril de 1992      | 1019                 | En este episodio autorreferencial, Marshall se encuentra un guion en el correo y de repente se encuentra detrás de las escenas de Eerie, Indiana, donde sus amigos y la familia son los actores y actrices en la serie y todo el mundo se refiere a él como Omri Katz. |
| 19 | "The Broken Record"                  | Todd Holland   | José Rivera                       | 9 de diciembre de 1992   | 1005                 | El amigo de Marshall, Todd es un tímido nerd con un padre abusivo verbalmente (Tom Everett Scott). Marshall le da un disco de rock metal que lo convierte en un roquero rebelde después de escucharlo. Mientras tanto, Edgar y Marilyn se preocupan porque Syndi participa en un paseo de rutina con la policía. Nota: Este es el único episodio que no salió al aire en la NBC, siendo televisado por primera vez en Disney Channel. Además, este episodio se produjo antes de que Jason Marsden se uniera al elenco. |

## Lanzamiento del DVD
El 12 de octubre de 2004, Apha Vídeo lanzó "Eerie, Indiana: La Serie Completa" en DVD en la Región 1. El boxset de 5 discos incluye todos los episodios (diecinueve) de la serie original, incluyendo un episodio que nunca salió al aire en NBC.